# Плавна ливада
Плавна ливада је влажно травно станиште, ливада или пашњак, које подлеже повременом, сезонском или редовном плављењу. Најчешће се плавне ливаде налазе у долинама река, а у зависности од нивоа подземних вода и редовности плављења развија се:
- вегетација тршћака и шевара у области уз обалу (више од 5 m од ивице водотока), уколико је ниво подземне воде врло висок или се поплавна вода дуго задржава, земљиште је кисело;
- вегетација бусењака или влажних ливада, уколико се поплавна вода задржава релативно дуго, а ниво подземне воде обухвата коренове системе најзаступљенијих биљака; земљиште је кисело до неутрално.